# Альбаньский, Спиридон
Спиридо́н Ян Альба́ньский (пол. Spirydion Jan Albański; 4 октября 1907, Львов, Цислейтания — 30 марта 1992, Катовице) — польский футболист, голкипер.

## Карьера
Спиридон Альбаньский родился во Львове. Он начал играть в клубе «Погонь», за который выступал на протяжении 11 лет, сыграв 234 матча за команду — клубный рекорд, не побитый до сих пор. Во время выступления за «Погонь» Альбаньский провёл 21 матч за сборную страны, включая поездку на Олимпийские игры 1936 в Берлине. В период с 1930 по 1939 Спиридон провёл все матчи за клуб (174 игры подряд), а в 1936 был капитаном команды. Альбаньский в те годы был одним из самых популярных спортсменов Польши, даже несмотря на не совсем спортивное телосложение 176 см и 50 кг (хотя потом поправился до 62 кг). После присоединения Западной Украины к УССР Альбаньский выступал в новообразованных командах — «Динамо» (Львов) и «Спартак» (Львов). В 1944 году Альбаньский переехал на Запад страны, в Жешув. Там Альбаньский выступал за местный клуб «Ресовиа», а в сезоне 1945/46 провёл несколько матчей за «Погонь» из Катовице. После окончания Второй мировой войны Альбаньский уезжает в Верхнюю Силезию работать в угольнодобывающей промышленности, затем работает государственным служащим и, позже, футбольным тренером.